# Stor-Öjungen
Stor-Öjungen är en sjö i Ovanåkers kommun i Hälsingland och ingår i Ljusnans huvudavrinningsområde. Sjön är 13 meter djup, har en yta på 7,7 kvadratkilometer och befinner sig 345 meter över havet. Sjön avvattnas av vattendraget Öjungsån.

## Delavrinningsområde
Stor-Öjungen ingår i det delavrinningsområde (682974-148723) som SMHI kallar för Utloppet av Storöjungen. Medelhöjden är 365 meter över havet och ytan är 23,89 kvadratkilometer. Räknas de 2 avrinningsområdena uppströms in blir den ackumulerade arean 35,75 kvadratkilometer. Öjungsån som avvattnar avrinningsområdet har biflödesordning 4, vilket innebär att vattnet flödar genom totalt 4 vattendrag innan det når havet efter 167 kilometer. Avrinningsområdet består mestadels av skog (65 procent). Avrinningsområdet har 7,71 kvadratkilometer vattenytor vilket ger det en sjöprocent på 32,2 procent.